# (78071) Vicent
(78071) Vicent és un asteroide pertanyent al cinturó principal. Va ser descobert l'1 de juny de 2002 per Rafael Ferrando des de l'observatori astronòmic Pla d'Arguines de la ciutat valenciana de Sogorb (Alt Palància). La seua òrbita presenta una forma de semieix major de 2,7463075 ua amb una excentricitat de 0,0804434 i una inclinació de 5,51538° respecte de l'eclíptica. El seu període orbital és de 1 663,58 dies i té una velocitat orbital de 17,96840205 km/s.
Fou batejat en homenatge al sogorbí Francesc Vicent, autor del primer tractat d'escacs conegut.